# Ярчів-Колонія Перша
Ярчів-Колонія Перша (пол. Jarczów-Kolonia Pierwsza) — село в Польщі, у гміні Ярчів Томашівського повіту Люблінського воєводства.
Населення — 238 осіб (2011).
У 1975-1998 роках село належало до Замойського воєводства.

## Демографія
Демографічна структура станом на 31 березня 2011 року:
|          | Загалом | Допрацездатний вік | Працездатний вік | Постпрацездатний вік |
| -------- | ------- | ------------------ | ---------------- | -------------------- |
| Чоловіки | 116     | 25                 | 74               | 17                   |
| Жінки    | 122     | 20                 | 63               | 39                   |
| Разом    | 238     | 45                 | 137              | 56                   |